# Élections législatives autrichiennes de 2017
Les élections législatives autrichiennes de 2017 (en allemand : Nationalratswahl in Österreich 2017) se sont tenues le 15 octobre 2017 et ont pourvu à la désignation des 183 députés de la XXVIe législature du Conseil national pour un mandat de cinq ans.
Ces élections législatives, qui devaient initialement être convoquées en 2018, sont anticipées de quelques mois et prennent place dans un contexte politique inédit pour l'Autriche, moins d'un an après un scrutin présidentiel laborieux à l'issue duquel les partis traditionnels — SPÖ et ÖVP — ont été désavoués par les électeurs.
Le Parti populaire (ÖVP), dirigé par Sebastian Kurz, remporte les élections avec un peu plus de 31 % des voix ; pour la première fois depuis 2002, les conservateurs constituent la première force politique représentée au Conseil national, suivi par le Parti social-démocrate (SPÖ), dirigé par le chancelier fédéral sortant Christian Kern, et le Parti de la liberté (FPÖ), formation d'extrême droite menée par Heinz-Christian Strache. De leur côté, Les Verts subissent une débâcle en recueillant le plus mauvais résultat de leur histoire, ce qui les prive d'une représentation parlementaire pour la prochaine législature.
À l'issue du scrutin, Sebastian Kurz est appelé par le président fédéral Alexander Van der Bellen à former le prochain gouvernement fédéral ; le 24 octobre, Kurz invite officiellement le FPÖ à démarrer des négociations pour la mise en œuvre d'une coalition. Heinz-Christian Strache accepte le jour même et les négociations commencent le lendemain. D'une durée habituelle d'environ deux mois, elles aboutissent à la formation du gouvernement Kurz I le 18 décembre.

## Contexte
Lors des élections européennes de 2014, le Parti de la liberté d'Autriche (FPÖ) réalise un score de 19,72 % des voix et affiche une hausse de sept points par rapport à 2009. Le parti obtient quatre eurodéputés soit deux de plus. Le Parti populaire autrichien (ÖVP) est quant à lui en recul de trois points. Les Verts - L'Alternative verte (Grünen) réalisent un score historique de 14,52 % et trois eurodéputés.
Michael Spindelegger, vice-chancelier, ministre fédéral des Finances et président du Parti populaire autrichien, démissionne en 2014. Reinhold Mitterlehner lui succède à la tête de l'ÖVP et à la vice-chancellerie.
En 2016 a lieu l'élection présidentielle. Les candidats des partis au gouvernement sont largement battus, Rudolf Hundstorfer candidat du Parti social-démocrate d'Autriche obtient 11,28 % et Andreas Khol du Parti populaire autrichien obtient 11,12 %. Les deux réunis, ils ne rassemblent que 22,40 % des suffrages, ce qui constitue le pire score historique à une présidentielle pour eux. À l'inverse, le candidat FPÖ Norbert Hofer réalise une percée historique en totalisant 35,05 %. Alexander Van der Bellen, soutenu par les Grünen, se qualifie pour le second tour en obtenant 21,34 % des voix.
Avant le second tour, Werner Faymann, chancelier fédéral et président fédéral du Parti social-démocrate d'Autriche (SPÖ) depuis 2008, démissionne. Il est alors remplacé, par Christian Kern, président de la compagnie publique des chemins de fer (ÖBB).
Au second tour, Alexander Van der Bellen bat de peu Norbert Hofer avec 50,35 % des suffrages, soit 30 000 voix d'avance. Le scrutin est invalidé pour irrégularités. Lors d'un nouveau second tour, Van der Bellen est élu avec 53,79 %. Il est alors le second chef d'État écologiste en Europe, le premier écologiste élu à une telle fonction au suffrage universel, et le premier président fédéral autrichien qui n'est pas issu des deux grands partis depuis 1945.
Le 10 mai 2017, Mitterlehner annonce qu'il démissionne de la présidence de l'ÖVP et du gouvernement fédéral. Sebastian Kurz, jeune ministre fédéral des Affaires étrangères connu pour ses positions très conservatrices, prend sa succession. Il négocie alors avec Kern la tenue de nouvelles élections législatives, convoquées le 15 octobre 2017, soit avec un an d'avance. Il crée une Liste Sebastian Kurz - Le Nouveau Parti populaire (en allemand : Liste Sebastian Kurz – Die Neue Volkspartei).
Eva Glawischnig-Piesczek annonce le 18 mai 2017 qu'elle démissionne de la présidence des Verts pour raisons familiales. Elle est remplacée par Ingrid Felipe mais c'est la députée européenne Ulrike Lunacek qui sera la candidate à la chancellerie pour les Verts.
Le 14 juin 2017, les sociaux-démocrates abandonnent l'interdiction de former une coalition avec l'extrême droite. Cette interdiction existait depuis 30 ans. Le parti présente une « boussole des valeurs » qui sont des exigences demandées par le parti à ces partenaires au gouvernement. Ces exigences sont le salaire minimum à 1 500 € par mois, une politique pro-européenne, l'égalité entre les deux sexes et le respect des droits de l'homme.
Le 27 juin 2017, Team Stronach annonce qu'il ne disputera pas les élections car Frank Stronach souhaite quitter la vie politique.
Le 8 juillet 2017, Irmgard Griss, qui était candidate à l'élection présidentielle de 2016 se joint à NEOS. Elle n'est pas membre du parti mais elle est la deuxième sur la liste après le chef du parti, Matthias Strolz. Les délégués du parti réunis à Vienne approuvent.
Le 17 juillet 2017, le député écologiste Peter Pilz quitte le groupe écologiste du conseil national. Le 25 juin 2017, la majorité des délégués des Verts avaient refusé de le placer sur la liste écologiste. Le 25 juillet 2017, il annonce en conférence de presse qu'il crée sa propre liste, la Liste Peter Pilz.
Le 10 août 2017, le vice-président de Team Stronach, Robert Lugar (de), annonce qu'il rejoint le FPÖ.
La campagne législative se déroule alors que l'Autriche est économiquement prospère et que l'immigration est un sujet majeur.

## Mode de scrutin

Carte des neuf Bundesländer autrichiens.

L'Autriche est une république semi-présidentielle dotée d'un parlement bicaméral. Sa chambre basse, le Conseil national, ou Nationalrat, est composée de 183 sièges dont les députés sont élus pour cinq ans selon un mode de scrutin proportionnel de listes bloquées dans neuf circonscriptions correspondant aux landers autrichiens, à raison de 7 à 36 sièges par circonscription selon leur population. Ces neuf circonscriptions sont elles-mêmes subdivisées en un total de 43 circonscriptions régionales. Le seuil minimum de voix exigé d'un parti pour obtenir une représentation au parlement est fixé à 4 % ou un siège d'une circonscription régionale.
La clé de répartition proportionnelle se fait à la méthode de Hare au niveau régional puis d'Hondt au niveau fédéral. Bien que les listes soit bloquées, interdisant l'ajout de noms n'y figurant pas, les électeurs ont la possibilité d'exprimer une préférence pour un maximum de trois candidats, permettant à ces derniers d'être placés en tête de liste pour peu qu'ils totalisent un minimum de 14 %, 10 % ou 7 % des voix respectivement au niveau régional, des Landers, et fédéral.
Le vote, non obligatoire, est possible à partir de l'âge de seize ans.

## Campagne

### Partis et têtes de liste
| Parti | Parti                                                                                               | Idéologie | Tête de liste                                                                              | Score en 2013                      |
| ----- | --------------------------------------------------------------------------------------------------- | --- | ------------------------------------------------------------------------------------------ | ---------------------------------- |
|       | Parti social-démocrate d'Autriche (SPÖ) Sozialdemokratische Partei Österreichs                      | Centre gauche Social-démocratie, progressisme                                                                 | Christian Kern (Chancelier fédéral)                                                        | 26,8 % des voix 52 députés         |
|       | Liste Sebastian Kurz - Le Nouveau Parti populaire (ÖVP) Liste Sebastian Kurz – Die Neue Volkspartei | Centre droit Démocratie chrétienne, conservatisme                                                             | Sebastian Kurz (Ministre fédéral de l'Europe, de l'Intégration et des Affaires étrangères) | 24,0 % des voix 47 députés         |
|       | Parti de la liberté d'Autriche (FPÖ) Freiheitliche Partei Österreichs                               | Droite, à extrême droite Populisme de droite, national-conservatisme, libéralisme économique, euroscepticisme | Heinz-Christian Strache                                                                    | 20,5 % des voix 40 députés         |
|       | Les Verts - L'Alternative verte (Grüne) Die Grünen – Die Grüne Alternative                          | Centre gauche Écologie, europhilie                                                                            | Ulrike Lunacek                                                                             | 12,4 % des voix 24 députés         |
|       | NEOS - La nouvelle Autriche et le Forum libéral (NEOS) NEOS – Das Neue Österreich                   | Centre Libéralisme, europhilie                                                                                | Matthias Strolz (de)                                                                       | 5,0 % des voix 9 députés           |
|       | Liste Peter Pilz (PILZ)                                                                             | Centre gauche Social-libéralisme, écologie, europhilie                                                        | Peter Pilz                                                                                 | Nouveau parti (scission des Verts) |

### Sondages
Moyennes des sondages. Les cercles à l'extrémité droite représentent les résultats réellement obtenus lors de l'élection.

### Campagne électorale

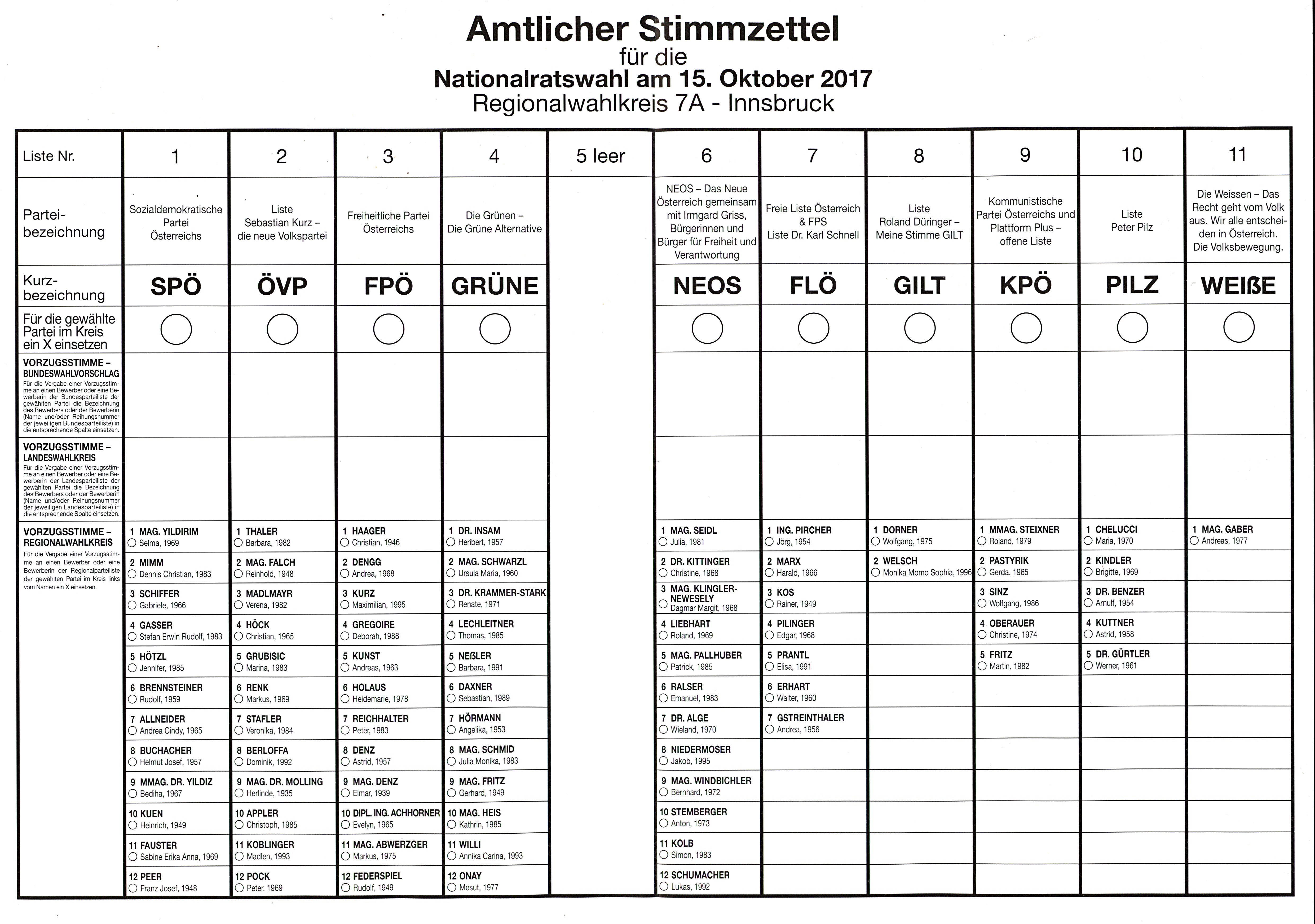
Bulletin de vote. À noter que la colonne 5 est vide à la suite du retrait de la liste Team Stronach.

La campagne est marquée par la nette hausse dans l'opinion du Parti populaire autrichien (ÖVP) mené par le ministre des Affaires étrangères Sebastian Kurz. Celui ci devient le grand favori pour le poste de Chancelier fédéral, ce qui à 31 ans ferait de lui la plus jeune personne à occuper cette fonction. Kurz effectue des changements d'ordre d'image, en abandonnant le noir pour le turquoise et en parlant de « mouvement » au lieu de « parti », et axe son programme sur une fermeté en matière d'immigration et des questions identitaires.
L'immigration étant en train, selon lui de « changer le pays de manière plus négative que positive », il estime qu'il faut « protéger notre système social [...] sur le long terme. Pour y parvenir, nous devons le préserver d'une montée de l'immigration ». Ayant par le passé exprimé son soutien au mur construit par la Hongrie à sa frontière pour mettre un terme au flux migratoire traversant le pays, il promet de réduire les aides aux réfugiés à 560 euros, soit la moitié du seuil de pauvreté autrichien, et propose également de fermer les jardins d'enfant musulmans,.
Ce tournant amène le Parti de la liberté (FPÖ) à accuser Kurz de plagier son programme. Le FPÖ axe sa campagne sur ses fondements : le rejet de l'immigration et de l'islam, qui n'aurait « pas sa place en Autriche ». Son dirigeant Heinz-Christian Strache affirme « Nous ne voulons pas d'islamisation de notre patrie (...) nous ne voulons pas devenir une minorité dans notre propre pays » et plaide pour un rapprochement avec le Groupe de Visegrád,.

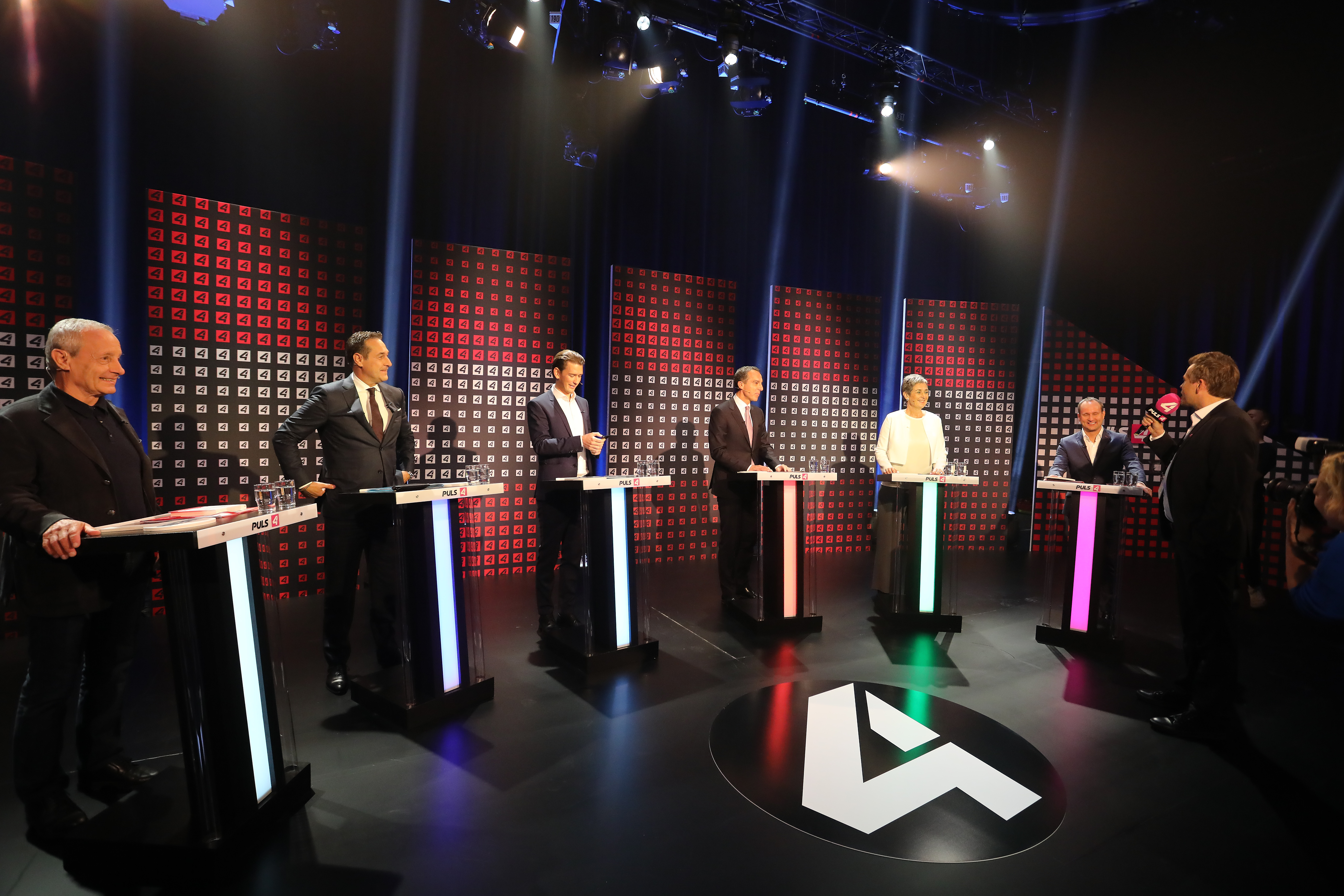
Débat entre les six principaux chefs de partis.

La campagne du Parti social-démocrate d'Autriche (SPÖ) peine face à la montée de la droite. Un scandale impliquant un conseiller proche du chancelier Christian Kern (SPÖ) et accusé d'avoir mis en place des sites Internet destinés à dénigrer Sebastian Kurz et à propager des commentaires xénophobes et antisémites porte un coup dur aux sociaux-démocrates,.
Le parti Les Verts - L'Alternative verte (Grünen) est sévèrement affaibli par la mise en place d'une liste dissidente, dite Liste Peter Pilz (PILZ), par le candidat écologiste éponyme à la suite d'un conflit ouvert sur la politique du mouvement ayant conduit à son exclusion par Grünen de la quatrième place qu'il occupait sur la liste des candidats du parti. La formation politique est également affaiblie par la dissidence de sa section Jeunesse qui s'allie avec le Parti communiste pour former une liste indépendante, dite KPÖ Plus (KPÖ+).
Le Parti populaire et les sociaux-démocrates ayant exprimé leur souhait de ne pas reconduire leur coalition gouvernementale au pouvoir depuis dix ans, le FPÖ se retrouve au cours de la campagne en situation de faiseur de roi. Si une alliance entre droites est jugée probable, une coalition entre le SPÖ et le FPÖ n'est pour autant pas exclue. Une telle coalition avait déjà eu lieu en 1983 et 1986, quand le FPÖ était un parti libéral et pro-européen. Heinz-Christian Strache se refuse ainsi à exprimer une préférence entre l'un ou l'autre parti au cours de la campagne, se contentant de poser ses conditions : tout futur gouvernement devant laisser au FPÖ les ministères des Affaires étrangères et de l'Intérieur, et reprendre sa proposition de recourir à des référendums calqués sur le système des votations suisses,.

## Résultats

### National
Les résultats préliminaires, qui ne prennent pas en compte les électeurs ayant voté de manière anticipée par voie postale, et dont le nombre avoisine alors les 900 000, donnent le FPÖ à la seconde place en nombre de voix, et à égalité avec le SPÖ en nombre de sièges avec 52 candidats élus. Les résultats officiels, pré-votes compris, sont rendus publics le 19 octobre. Ils font finalement du SPÖ le second parti en nombre de voix, tandis qu'un siège initialement attribué au FPÖ revient à NEOS.
|                           |                                                         |           |       |               |        |               |  |  |  |
| Partis                    | Partis                                                  | Voix      | %     | +/-           | Sièges | +/-           |  |  |  |
|                           | Liste Sebastian Kurz - Le Nouveau Parti populaire (ÖVP) | 1 595 526 | 31,47 | 7,48          | 62     | 15            |  |  |  |
|                           | Parti social-démocrate d'Autriche (SPÖ)                 | 1 361 746 | 26,86 | 0,04          | 52     | en stagnation |  |  |  |
|                           | Parti de la liberté d'Autriche (FPÖ)                    | 1 316 442 | 25,97 | 5,46          | 51     | 11            |  |  |  |
|                           | NEOS - La nouvelle Autriche et le Forum libéral (NEOS)  | 268 518   | 5,30  | 0,34          | 10     | 1             |  |  |  |
|                           | Liste Peter Pilz (PILZ)                                 | 223 544   | 4,41  | Nv.           | 8      | 8             |  |  |  |
|                           | Les Verts - L'Alternative verte (Grünen)                | 192 638   | 3,80  | 8,62          | 0      | 24            |  |  |  |
|                           | Mon vote compte ! (G!LT)                                | 48 233    | 0,95  | Nv.           | 0      | en stagnation |  |  |  |
|                           | KPÖ Plus (KPÖ+)                                         | 39 689    | 0,78  | 0,25          | 0      | en stagnation |  |  |  |
|                           | Les Blancs (WEIẞE)                                      | 9 167     | 0,18  | Nv.           | 0      | en stagnation |  |  |  |
|                           | Liste libre d'Autriche (FLÖ)                            | 8 889     | 0,18  | Nv.           | 0      | en stagnation |  |  |  |
|                           | Nouveau mouvement pour l'avenir (NBZ)                   | 2 724     | 0,05  | Nv.           | 0      | en stagnation |  |  |  |
|                           | Les sans-abri en politique (ODP)                        | 761       | 0,02  | Nv.           | 0      | en stagnation |  |  |  |
|                           | Parti de la gauche socialiste (SLP)                     | 713       | 0,01  | 0,01          | 0      | en stagnation |  |  |  |
|                           | Parti de la sortie de l'UE (EUAUS)                      | 693       | 0,01  | en stagnation | 0      | en stagnation |  |  |  |
|                           | Parti chrétien d'Autriche (CPÖ)                         | 425       | 0,01  | 0,13          | 0      | en stagnation |  |  |  |
|                           | Parti des hommes (M)                                    | 221       | 0,00  | 0,01          | 0      | en stagnation |  |  |  |
|                           |                                                         |           |       |               |        |               |  |  |  |
| Suffrages exprimés        | Suffrages exprimés                                      | 5 069 929 | 99,01 |               |        |               |  |  |  |
| Votes blancs et invalides | Votes blancs et invalides                               | 50 950    | 0,99  |               |        |               |  |  |  |
| Total                     | Total                                                   | 5 120 879 | 100   | –             | 183    | en stagnation |  |  |  |
| Abstentions               | Abstentions                                             | 1 280 119 | 20,00 |               |        |               |  |  |  |
| Inscrits/Participation    | Inscrits/Participation                                  | 6 400 998 | 80,00 |               |        |               |  |  |  |

Résultats selon l'axe gauche/droite :
| Majorité absolue |      |      |     |     |
| ↓                |      |      |     |     |
| 52               | 8    | 10   | 62  | 51  |
| SPÖ              | PILZ | NEOS | ÖVP | FPÖ |

### Par Land

#### Résumé
| Land           | ÖVP            | ÖVP  | SPÖ  | SPÖ  | FPÖ  | FPÖ  | NEOS | NEOS | PILZ | PILZ | Grünen | Grünen |     |
| Land           | %              | +/-  | %    | +/-  | %    | +/-  | %    | +/-  | %    | +/-  | %      | +/-    |     |
| -------------- | -------------- | ---- | ---- | ---- | ---- | ---- | ---- | ---- | ---- | ---- | ------ | ------ | --- |
| Land           | Basse-Autriche | 35,6 | 5,0  | 24,8 | 2,8  | 25,9 | 7,1  | 4,8  | 0,3  | 4,1  | Nv.    | 2,7    | 6,9 |
| Burgenland     | 32,8           | 6,0  | 32,9 | 4,4  | 25,2 | 7,9  | 2,9  | 0,1  | 2,8  | Nv.  | 2,0    | 4,7    |     |
| Carinthie      | 26,8           | 11,6 | 29,3 | 3,0  | 31,8 | 13,9 | 4,3  | 0,6  | 3,6  | Nv.  | 2,4    | 9,4    |     |
| Haute-Autriche | 31,5           | 6,1  | 27,6 | 0,4  | 26,8 | 5,4  | 4,8  | 1,4  | 3,7  | Nv.  | 3,7    | 8,5    |     |
| Salzbourg      | 37,7           | 11,0 | 22,2 | 0,8  | 24,4 | 3,2  | 5,7  | 1,1  | 3,5  | Nv.  | 4,0    | 10,8   |     |
| Styrie         | 31,5           | 10,6 | 25,1 | 1,3  | 29,4 | 5,4  | 5,0  | 1,1  | 3,9  | Nv.  | 2,8    | 7,8    |     |
| Tyrol          | 38,4           | 6,1  | 20,8 | 2,5  | 24,9 | 5,6  | 5,7  | 0,8  | 3,8  | Nv.  | 4,5    | 10,7   |     |
| Vienne         | 21,6           | 7,1  | 34,5 | 2,8  | 21,3 | 2,6  | 6,5  | 1,2  | 7,5  | Nv.  | 5,9    | 10,5   |     |
| Vorarlberg     | 34,7           | 8,4  | 17,8 | 4,7  | 24,4 | 4,2  | 9,0  | 4,0  | 3,0  | Nv.  | 7,2    | 9,8    |     |

### Par divisions administratives

Parti arrivé en tête par Land.
Parti arrivé en tête par circonscription régionale. Les carrés indiquent les sièges obtenus par parti (« Grundmandate »).
Parti arrivé en tête par district.
Parti arrivé en tête par communes (Gleichstand = égalité).

## Conséquences
Le parlement nouvellement élu prend ses fonctions le 9 novembre. Le 20 octobre 2017, après la publication des résultats officiels, le président fédéral, Alexander Van der Bellen, charge Sebastian Kurz de former un gouvernement.
Celui-ci précise immédiatement qu'il engagera des négociations ouvertes avec l'ensemble des partis représentés au Conseil national, alors qu'une alliance entre l'ÖVP et le FPÖ était jugée hautement probable par les acteurs et les observateurs de l'échiquier politique autrichien. Deux jours plus tard, il s'entretient avec chacun des chefs de partis, dont en dernier le chancelier Christian Kern. Celui-ci annonce peu après que le SPÖ va se préparer à entrer dans l'opposition.
Le 24 octobre, Sebastian Kurz invite officiellement le FPÖ à démarrer des négociations pour la mise en œuvre d'une coalition. Heinz-Christian Strache accepte le jour même et les négociations commencent le lendemain. D'une durée habituelle d'environ deux mois, elles devraient aboutir à la formation d'un gouvernement avant Noël, selon Kurz. Le 18 décembre, les négociations aboutissent à la formation d'un gouvernement de coalition entre l'ÖVP et le FPÖ.

## Analyse post-électorale

### Analyse sociologique
| Catégorie                                       | ÖVP  | SPÖ  | FPÖ  | NEOS | PILZ | Grünen | Autres |
| ----------------------------------------------- | ---- | ---- | ---- | ---- | ---- | ------ | ------ |
| Catégorie                                       |      |      |      |      |      |        |        |
| Sexe                                            |      |      |      |      |      |        |        |
| Hommes                                          | 33 % | 25 % | 29 % | 5 %  | 4 %  | 2 %    | 2 %    |
| Femmes                                          | 30 % | 29 % | 22 % | 5 %  | 5 %  | 6 %    | 3 %    |
| Âge                                             |      |      |      |      |      |        |        |
| Moins de 29 ans                                 | 28 % | 17 % | 30 % | 9 %  | 5 %  | 7 %    | 4 %    |
| 30-59 ans                                       | 31 % | 27 % | 28 % | 5 %  | 5 %  | 4 %    | 2 %    |
| Plus de 60 ans                                  | 36 % | 34 % | 19 % | 3 %  | 4 %  | 2 %    | 2 %    |
| Âge et sexe                                     |      |      |      |      |      |        |        |
| Hommes de moins de 44 ans                       | 32 % | 21 % | 29 % | 9 %  | 5 %  | 3 %    | 1 %    |
| Hommes de plus de 45 ans                        | 34 % | 28 % | 29 % | 3 %  | 3 %  | 1 %    | 2 %    |
| Femmes de moins de 44 ans                       | 30 % | 24 % | 24 % | 7 %  | 3 %  | 8 %    | 3 %    |
| Femmes de plus de 45 ans                        | 30 % | 33 % | 21 % | 3 %  | 7 %  | 4 %    | 3 %    |
| Statut                                          |      |      |      |      |      |        |        |
| Ouvrier                                         | 15 % | 19 % | 59 % | 4 %  | 2 %  | 1 %    | 0 %    |
| Employé                                         | 31 % | 26 % | 26 % | 7 %  | 5 %  | 4 %    | 2 %    |
| Indépendant                                     | 41 % | 14 % | 23 % | 10 % | 6 %  | 4 %    | 2 %    |
| Retraité                                        | 33 % | 39 % | 16 % | 2 %  | 5 %  | 2 %    | 2 %    |
| Études                                          |      |      |      |      |      |        |        |
| École obligatoire                               | 25 % | 33 % | 33 % | 2 %  | 2 %  | 3 %    | 2 %    |
| Apprentissage                                   | 28 % | 25 % | 37 % | 4 %  | 3 %  | 2 %    | 2 %    |
| BMS                                             | 41 % | 21 % | 21 % | 7 %  | 5 %  | 3 %    | 2 %    |
| Baccalauréat                                    | 42 % | 25 % | 10 % | 8 %  | 8 %  | 6 %    | 3 %    |
| Université                                      | 32 % | 31 % | 7 %  | 9 %  | 9 %  | 10 %   | 2 %    |
| Sexe et études                                  |      |      |      |      |      |        |        |
| Hommes n'ayant pas le bac                       | 31 % | 23 % | 36 % | 4 %  | 2 %  | 1 %    | 2 %    |
| Hommes ayant le bac                             | 37 % | 28 % | 10 % | 10 % | 8 %  | 4 %    | 1 %    |
| Femmes n'ayant pas le bac                       | 27 % | 30 % | 28 % | 4 %  | 4 %  | 4 %    | 3 %    |
| Femmes ayant le bac                             | 38 % | 26 % | 8 %  | 7 %  | 8 %  | 11 %   | 3 %    |
| Satisfaction du travail gouvernemental          |      |      |      |      |      |        |        |
| Assez/Très satisfait                            | 26 % | 60 % | 3 %  | 2 %  | 3 %  | 4 %    | 2 %    |
| Pas du tout/Peu satisfait                       | 34 % | 14 % | 35 % | 6 %  | 5 %  | 4 %    | 2 %    |
| Situation de l'Autriche depuis 2013             |      |      |      |      |      |        |        |
| Évolution positive                              | 28 % | 56 % | 4 %  | 3 %  | 4 %  | 3 %    | -      |
| Évolution négative                              | 30 % | 9 %  | 49 % | 4 %  | 4 %  | 2 %    | 2 %    |
| Pas de changement                               | 36 % | 33 % | 8 %  | 8 %  | 5 %  | 6 %    | 4 %    |
| La jeune génération vivra...                    |      |      |      |      |      |        |        |
| Mieux                                           | 38 % | 41 % | 5 %  | 6 %  | 4 %  | 5 %    | 1 %    |
| Pire                                            | 27 % | 15 % | 42 % | 4 %  | 5 %  | 2 %    | 4 %    |
| Aussi bien                                      | 38 % | 37 % | 11 % | 6 %  | 3 %  | 5 %    | 1 %    |
| Positionnement sur la justice autrichienne      |      |      |      |      |      |        |        |
| Juste                                           | 37 % | 42 % | 9 %  | 3 %  | 4 %  | 4 %    | 2 %    |
| Injuste                                         | 24 % | 4 %  | 53 % | 8 %  | 5 %  | 3 %    | 3 %    |
| Division de la société en Autriche : il faut... |      |      |      |      |      |        |        |
| S'inquiéter                                     | 26 % | 27 % | 31 % | 4 %  | 5 %  | 5 %    | 2 %    |
| Ne pas s'inquiéter                              | 44 % | 27 % | 15 % | 7 %  | 3 %  | 2 %    | 3 %    |

### Transferts de vote
| Vote en 2013 | ÖVP  | SPÖ  | FPÖ  | NEOS | PILZ | Grünen | Autres | Abstention |
| ------------ | ---- | ---- | ---- | ---- | ---- | ------ | ------ | ---------- |
| Vote en 2013 |      |      |      |      |      |        |        | Abstention |
| SPÖ          | 3 %  | 76 % | 12 % | 0 %  | 3 %  | 0 %    | 1 %    | 4 %        |
| ÖVP          | 84 % | 1 %  | 9 %  | 3 %  | 1 %  | 0 %    | 1 %    | 2 %        |
| FPÖ          | 17 % | 1 %  | 73 % | 2 %  | 1 %  | 0 %    | 1 %    | 4 %        |
| Grünen       | 14 % | 28 % | 4 %  | 10 % | 11 % | 25 %   | 2 %    | 5 %        |
| NEOS         | 26 % | 6 %  | 5 %  | 43 % | 13 % | 1 %    | 1 %    | 5 %        |
| FRANCK       | 42 % | 9 %  | 36 % | 3 %  | 3 %  | 0 %    | 5 %    | 2 %        |
| BZÖ          | 26 % | 3 %  | 57 % | 5 %  | 3 %  | 0 %    | 1 %    | 4 %        |
| Autres       | 6 %  | 16 % | 7 %  | 6 %  | 21 % | 6 %    | 30 %   | 8 %        |
| Abstention   | 7 %  | 9 %  | 7 %  | 1 %  | 2 %  | 2 %    | 2 %    | 70 %       |